# Смоландская гончая
Смоландская гончая (смоландстёваре, швед. Smålandsstövare) — порода охотничьих собак, выведенная в Швеции в XVII веке. Смоландская гончая считается одной из самых старых шведских пород.

## История породы
Порода зародилась в шведской южной провинции Смоланд, по названию которой и была названа порода. Смоландские гончие произошли от немецких и балтийских гончих собак, завезённых в Швецию во время военных кампаний в XVI веке, и местных шпицеподобных собак. Отбор шёл по охотничьим качествам.
Впервые на выставке собаки были показаны в 1889 году на выставке Шведского клуба собаководства. На этой выставке было представлено сразу несколько десятком собак породы смоландская гончая, их привезли несколько крупных заводчиков, занимавшихся на тот момент работой над этой породой. Поголовье представленных собак значительно отличалось друг от друга, следствие чего на этой же выставке  было принято решение о выработке единого стандарта породы. Племенные книги этой породы и официальный учёт поголовья начали вести в Швеции с 1912 года.
Работа над стандартом породы была начата в конце XIX века. Первый шведский стандарт этой породы был  разработан Шведским национальным кеннел-клубом к 1921 году.Современный стандарт породы FCI был принят в 1955 году, тогда же порода была впервые признана этой  федерацией. В 2006 году смоландские гончие были также признаны Объединённым кеннел-клубом (UKC).
На начало XXI века смоландские гончие преимущественно распространены у себя на родине в Швеции и в странах Северной Европы. Их общее поголовье остаётся относительно небольшим.

## Описание
Смоландские гончие отличаются небольшим ростом и крепким телосложением с чуть растянутым форматом корпуса, что внешне создаёт ощущение несколько коренастого животного. Мышечный рельеф ясно выражен .
Голова у этих собак небольшая, но широкая, с выраженным переходом ото лба к морде. Лоб крутой и широкий, скулы хорошо выражены, морда узкая. Губы сухие, хорошо прилегающие к челюсти, не образуют брылей. Мочка носа крупная, широкая, с крупными ноздрями. Глаза округлые, широко посаженные, крупные. Веки, нос и губы обязательно должны быть чёрного цвета. Уши в форме равностороннего треугольника длинные, высоко посажены, имеют свисающую форму. В спокойном состоянии собаки уши плотно прилегают к голове, в настороженном – заметно приподнимаются на хрящах.
Корпус компактный, слегка вытянутый, хорошо обмускулен. Спина прямая, с заметно развитой мускулатурой; круп широкий, поставленный  вровень со спиной. Холка  хорошо выраженная, рельефная. Шея сильная, высоко поставленная, не имеет кожистого подвеса или украшающего волоса. Грудь объёмная, с заметным изгибом рёбер. Грудная клетка длинная, заметно выражен переход от грудной  клетки к животу, сам живот подтянутый. Хвост сильный, обмускуленный, может быть как длинным, достигающим скакательного сустава, так и коротким от рождения. Стандарт допускает купирование хвоста.
Передние конечности широко расставлены, с выраженным рельефом лопатки и визуально заметными суставами, поставлены параллельно друг другу. Бёдра длинные и мускулистые, угол скакательного сустава заметно выражен. Лапы крупные, с сильными сводистыми пальцами и мясистыми подушечками. В движении собаки демонстрируют широкий размашистый шаг и энергичность движений конечностей.
Шерсть короткая, гладкая, плотно прилегает к телу. Подшёрсток хорошо развит. Единственный предусмотренный стандартом окрас  – чёрно-подпалый.
Характерной особенностью смоландских гончих является то, что они при работе на  охоте практически не подают голос.

## Характер
Характер смоландских гончих активный и любознательный, эти собаки остаются игривыми даже во взрослом возрасте. Агрессия по отношению к людям, в том числе и посторонним, собакам этой породы не свойственна. По отношению к другим домашним животным  проявление агрессии для собак этой породы также не свойственно, за исключением тех случаев, когда животное начинает выраженно убегать. В этом случае у смоландцев может включиться инстинкт преследования.
У смоландских гончих выраженно проявляется охранный инстинкт, который выражается в активном облаивании посторонних при их приближении к территории проживания собаки. При этом проявлять агрессию по отношению к зашедшим собаки этой породы едва ли станут. Смоландцы отличаются высокой обучаемостью, они заметно ориентированы на человека и работу в контакте с ним.

## Уход  и  здоровье
Смоландские гончие отличаются крепким здоровьем и отсутствием наследственных породных  заболеваний. Смоландские гончие легко адаптируются как к холоду, так и к жаре, и могут проводить  на улице заметное количество времени, но для полностью уличного содержания они не подходят. Этим  собакам необходимо обеспечивать длительные активные прогулки с разнотипными нагрузками.
Шерсть этих собак не требовательна к уходу, но склонна к обильной сезонной линьке, поэтому весной и осенью этих собак  рекомендуется активно вычёсывать.